# Найманы (казахи)
Найманы (каз. найман/naiman) — одно из шести племён (найманы, коныраты, уаки, кереи, кипчаки и аргыны), составляющих Средний жуз казахского народа.

## Происхождение
Существует три основные версии происхождения казахского племени найман. Традиционно считается, что найманы в составе казахов являются потомками средневековых найманов. По другой версии найманы — это часть отколовшихся кара-китаев — монгольского племени, которое переселилось в Казахстан в 1125 году. Согласно третьей версии найманы — это потомки тюркского племени сегиз-огуз.

## Территория расселения и численность
Найманы проживают в Восточно-Казахстанской, в юго-западной части Карагандинской и северо-восточной части Алматинской областей. Согласно расчетам Н. Э. Масанова, во второй половине XIX в. численность найманов составляла 400 тыс. человек (13% от всех казахов). Согласно М. Т. Тынышпаеву, в начале XX в. их численность достигала 530 тыс. человек. Согласно А. А. Темиргалиеву, в 1911—1913 годах численность найманов составляла 557 050 человек (12,4% от всех казахов). По оценке Б. Р. Ракишева, современная численность найманов составляет 940 тыс. человек.

## Родовой состав
Найманы состоят из трёх групп. По сведениям Ж. Бейсенбайулы, первая группа найманов (толегетай) происходит от Окреша. Сюда относятся 4 клана: матай, садыр, каракерей, тортуыл. Вторая группа (ергенекты) состоит из 4 кланов: кокжарлы, бура, сарыжмарт и баганлы. Третья группа (терстамгалы) состоит из двух кланов: терстанбалы и балталы.
Иное деление приводил М. С. Муканов. Роды каракерей, матай, садыр, тортул включены им так же в одну группу. Группа сарыжаморт (ергенекты), объединяющая в себе роды кокжарлы, каратай, бура, совместно с терстамгалы названы потомками Сугурши. А роды балталы и баганалы, по Муканову, происходят соответственно от Кельбуки и Кетбуки, сыновей Ель-ата.
Также с найманами отождествляется род торткара, входящий в состав племенной группы алимулы.

## Уран и тамга
В отличий от других племён, у каждого рода племени найман есть свои тамги и кличи.
| Род          | Тамга (родовой знак) | Уран (родовой клич)         | Подрод                                                                         |
|              | босага               |                             |                                                                                |
| ------------ | -------------------- | --------------------------- | ------------------------------------------------------------------------------ |
| Найманы:     | шомыш, бакан         | Каптагай, Акходжа, Кабанбай |                                                                                |
| Каракерей    | муюз                 | Кабанбай                    | байжігіт, сыбан, байыс, мұрын, семіз, қожан, ақнайман,                         |
| Матай        | бори (волк)          | Борибай                     | аталық, кенже, қаптағай                                                        |
| Терыстанбалы | тарак                | Жарылгап                    |                                                                                |
| Сарыжомарт   | ай                   | Улан батыр                  | бораншы, сарғалдақ, шоңмұрын, қожас, қожамберді, беске, дәулет, шеруші, тенеке |
| Садыр        | , арба, бори         | Алдияр                      |                                                                                |
| Баганалы     | багана,              | Баянбай                     | жұртшы, бабас, қоқан, жәлмен, ақтаз, жылкелді                                  |
| Балталы      | балта                | Тогас                       |                                                                                |
| Бура         |                      | Акбантай                    | шеге, алушы, сырдақ                                                            |
| Каратай      |                      | Каратай батыр               |                                                                                |
| Кокжарлы     |                      | Кокжал Барак                |                                                                                |
| Ергенекты    | ергенек              | Кокше                       |                                                                                |

## Гаплогруппа
Наиболее часто у найманов Казахстана встречаются две гаплогруппы: O2a2b1-М134 (42 %) и С2-М217 (37 %). На уровне кланов гаплогруппа O2a2b1-М134 больше характерна для клана толегетай (70 %), тогда как гаплогруппа C2b1a2-М48 чаще встречается у клана сарыжомарт (61 %).
Генетически найманам Казахстана из азиатских народов наиболее близки узумчины, проживающие во Внутренней Монголии и на востоке Монголии.
Судя по гаплогруппе O, прямой предок найманов по мужской линии происходит родом из Восточной Азии. Согласно Ж. М. Сабитову, гаплогруппа C2 связана с огромным массивом монгольских племён XIII в., распространивших эту гаплогруппу по территории Монгольской империи.
Другие гаплогруппы: N* (3 %), N1a1a (2 %), N1a2b (2 %), O2a2* (2 %), D (1 %), C2c1a1a1 (1 %), G1 (1 %), I* (1 %), I1 (2 %), J2* (1 %), R1a1a* (2 %), R1b1a1a2 (2 %), R1b1a1a* (1 %). Гаплогруппа R1b1a1a*-P297(xM269) встречается в кланах торткара и баганалы.
Найманы наряду с такими родоплеменными группами как уйсун, жалайыр, керей, конырат, алимулы, байулы, жетыру и торе включены в кластер, который находит генетическую близость с популяциями бурят Эхирит-Булагатского района, различных групп монголов, каракалпаков, хамниган, хазарейцев и эвенков.